# Колосов, Владимир Иванович (писатель)
Влади́мир Ива́нович Ко́лосов (1 [12] марта 1854, Ржев — 24 января 1919, Тверь) — русский писатель

, педагог, археолог и краевед.

## Биография
Родился в Ржеве Тверской губернии. Воспитанник Тверской духовной семинарии (1875) и Санкт-Петербургской духовной академии (1897).
Преподавал историю в Тверской духовной семинарии и других учебных заведениях города.
С 1886 г. член Тверской учёной архивной комиссии, с 1896 г. заместитель её председателя, хранитель Тверского музея.
С 1898 г. председатель Совета Тверского общества любителей археологии, истории, естествознания.

## Основные труды
Автор около 20 трудов по истории Тверского края.
- «Вновь открытое сочинение Юрия Крижанича» («Журн. Мин. Нар. Просв.», 1888, декабрь и отд.);
- «История Тверской духовной семинарии» (Тверь, 1889).
- В. И. Колосов. Прошлое и настоящее г. Твери. — Тверской областной фонд культуры. — Тверь: Издательская фирма ЛЕАН, 1994. — 6000 экз. — ISBN 5-85929-005-5.
- История земли Тверской. — М., 2019. ISBN 978-5-847-51174-2